# Арест отрёкшегося Николая II в Царском Селе
Арест свергнутого Николая II и его семьи в Царском Селе — процесс ареста и содержания под арестом в Царском Селе (март — август 1917 года) последнего российского императора Николая II и его семьи сразу после его свержения буржуазией в результате Февральской революции.

## Принятие решения об аресте

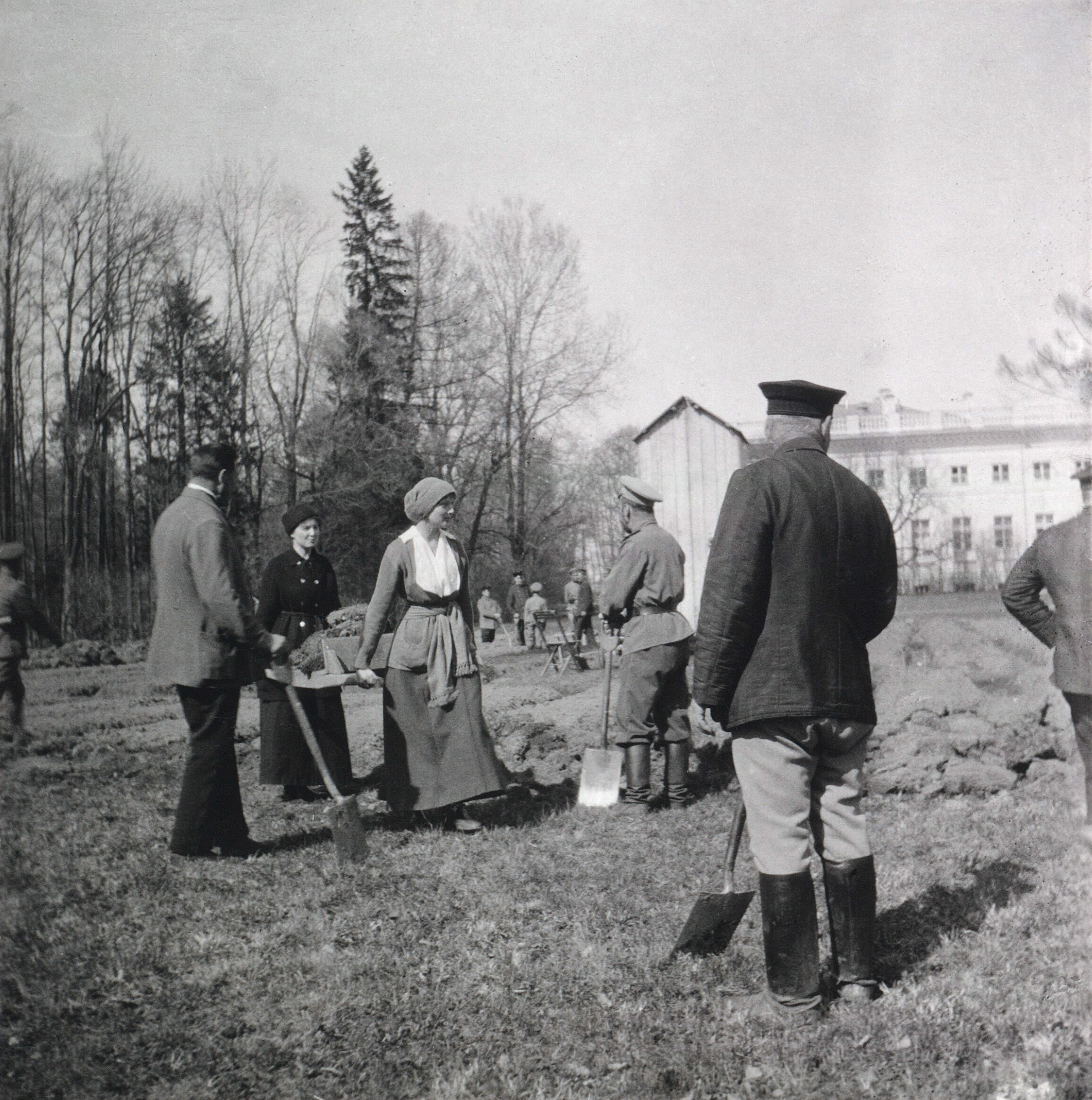
Царская семья во время работ по благоустройству Екатерининского парка во время ареста в Царском селе

Уже во время Февральской революции исполнительный комитет Петроградского совета рабочих и солдатских депутатов 3 (16) марта 1917 года принимает постановление об аресте «династии Романовых», включая как Николая II, так и великого князя Михаила Александровича, в пользу которого он отрёкся от престола. В случае отказа Временного правительства от ареста Совет намеревался произвести арест самостоятельно.
Вопрос о дальнейшей судьбе царя вызвал конфликт между думскими лидерами и исполнительным комитетом Петроградского совета рабочих и солдатских депутатов. Депутаты Госдумы первоначально арестовывать Николая не собирались. Когда депутаты Гучков А. И. и Шульгин В. В. сообщили о своей предполагаемой поездке к царю 2 (15) марта 1917 года с целью склонения его к отречению, Совет потребовал отправить вместе с ними своего представителя и батальон солдат, так что Гучков и Шульгин поехали к царю (при этом вопрос о том, было ли в курсе их планов руководство Петроградского совета рабочих и солдатских депутатов, до сих пор вызывает вопросы историков).
Сразу после отречения Временное правительство начинает прорабатывать планы отъезда Николая II за границу, предположительно в Англию через Мурманск. 6 (19) марта министр иностранных дел Временного правительства Павел Милюков делает запрос британскому правительству через посла в Петрограде Джорджа Бьюкенена о возможности такого отъезда. Однако под давлением Петроградского совета рабочих и солдатских депутатов Временное правительство уже 7 (20) марта принимает постановление об аресте «отрекшегося императора Николая II с супругой». 8 (21) марта генерал Михаил Алексеев сообщает царю, что он «может считать себя как бы арестованным». 9 (22) марта Николай прибывает в Царское Село, где фактически заключается под домашний арест вместе с семьёй. Императрицу, которую подозревали в шпионаже в пользу Германии, незадолго до этого арестовывает лично командующий войсками Петроградского военного округа генерал Лавр Корнилов.

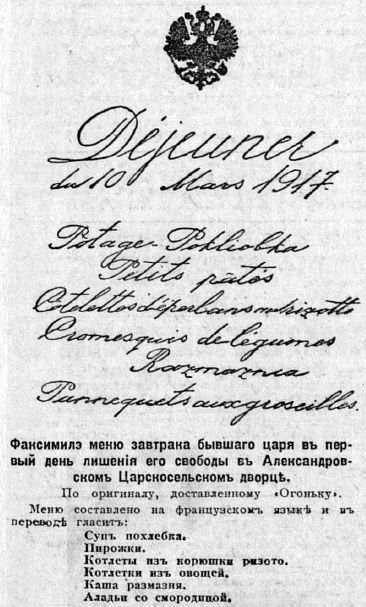
Царский стол: Меню завтрака бывшего царя в первый день лишения его свободы в Александровском Царскосельском дворце (по оригиналу, доставленному в «Огонёк»). Меню составлено на французском языке и в переводе гласит: суп похлёбка, пирожки, котлеты из корюшки, ризотто, котлетки из овощей, каша размазня, оладьи со смородиной

Ещё во время пребывания царя в Ставке в Могилёве 4—8 (17-21) марта начинается массовое бегство его свиты. Остались только В.А. Долгоруков, П.К. Бенкендорф, фрейлины С.К. Буксгевден и А.В. Гендрикова, врачи Е.С. Боткин и В.Н. Деревенько, преподаватели П. Жильяр и С. Гиббс.
Планы предполагаемого отъезда царя в Англию вызывают панику в Совете, так как вызывают явную аналогию с событиями Французской революции (безуспешная попытка бегства Людовика XVI 21 июня 1791 года). 9 (22) марта получено согласие Лондона о выезде царя.
В тот же день исполком Петросовета постановляет: «Ввиду полученных сведений, что Временное правительство решило предоставить Николаю Романову выехать в Англию… Исполнительный Комитет решил принять немедленно чрезвычайные меры к его задержанию и аресту. Издано распоряжение о занятии нашими войсками всех вокзалов, а также командированы комиссары с чрезвычайными полномочиями на ст. Царское Село, Тосно и Званка. Кроме того, решено разослать радиотелеграммы во все города с предписанием арестовать Николая Романова и вообще принять ряд чрезвычайных мер. Вместе с тем, решено объявить немедленно Временному правительству о непреклонной воле Исполнительного Комитета не допустить отъезда в Англию Николая Романова и арестовать его. Местом водворения Николая Романова решено назначить Трубецкой бастион Петровской крепости, сменив для этой цели командный состав последней. Арест Николая Романова решено произвести во что бы то ни стало, хотя это бы грозило разрывом отношений с Временным правительством». После переговоров Временному правительству удаётся убедить Совет всё-таки направить Николая в Царское Село вместо Петропавловской крепости.

## Поиски убежища
После отречения Николай планировал переселиться на жительство в Крым, однако ввиду неспокойной ситуации в России принял решение попросить убежища у двоюродного брата, британского монарха Георга V. 19 марта 1917 года британский генерал Джон Хэнбери-Уильямс встретился с матерью Николая II Марией Фёдоровной, чтобы обсудить вопрос о выезде царской семьи в Великобританию. Такой вариант поддерживало Временное правительство, и было получено предварительное согласие британского правительства. Однако у британской элиты были опасения, что укрывательство бывшего российского монарха вызовет возмущение на его родине и прекращение участия в войне, в результате чего большие силы немцев, освободившись на восточном фронте, двинутся на западный. Также прибытие непопулярной царской семьи могло спровоцировать рост революционных настроений в самой Великобритании.
10 апреля 1917 года британский король Георг V под давлением правительства отзывает приглашение в Англию, приказав своему секретарю лорду Станфордхэму: «Учитывая очевидное негативное отношение общественности, информировать русское правительство о том, что правительство Его Величества вынуждено взять обратно данное им ранее согласие». Подобное решение было принято королём, несмотря на личную дружбу со свергнутым царём и даже заметное внешнее сходство (два монарха являлись двоюродными братьями по материнской линии). Британский посол Бьюкенен вспоминал: «Намеченный план переезда царской семьи был разрушен Д. Ллойд-Джорджем, сообщившим королю сведения о враждебных настроениях в стране и убедившим короля, что опасность, грозящая  императорской  семье  в  России,  крайне преувеличена британским посольством в Петербурге»
За семью свергнутого императора, в особенности детей, хлопотала его мать, вдовствующая императрица Мария Фёдоровна, получившая убежище на родине, в Дании. Историк Егор Яковлев предполагает, что в случае показательного суда над Николаем Романовым, который замышляли большевики, он был бы приговорён к смертной казни, и такая же судьба могла постичь его супругу Александру Фёдоровну, однако великие княжны в таком случае остались бы живы. Касательно наследника престола Алексея однозначного мнения нет.
По воспоминаниям британского командира дивизиона бронеавтомобилей, который в 1916 году был направлен в Россию, Оливера Локера-Лэмпсона, в 1917 году ему поручили разработать план побега Николая II. Ему якобы удалось завербовать одного из слуг в Александровском дворце. Этот слуга должен был сбрить бороду Николаю II, поменяться с ним одеждой и прикрепить себе накладную бороду. После этого Николай II должен был выйти из дворца, после чего его бы увезли на автомобиле, затем пересадили бы в броневик, довезли до Архангельска под защитой британских военных и отправили оттуда в Великобританию.

## Арест
7 марта 1917 г. Временное правительство приняло постановление: «Признать отрекшегося Императора Николая II и его супругу лишёнными свободы и доставить отрекшегося Императора в Царское Село».

Арест бывшего императора и всей царской семьи осуществлял лично генерал-лейтенант Л.Г. Корнилов. Так запись в камер-фурьерском журнале гласит следующее:
«8 марта 1917 г. По решению Временного Правительства Главнокомандующий войсками Петроградского военного округа в 8 часов 45 минут отбыл в Царское Село для приведения в исполнение указа об аресте бывшей императрицы Александры Феодоровны.

В 11 часов утра Главнокомандующий генерал-лейтенант Корнилов, в сопровождении начальника Царскосельского гарнизона полковника Кобылинского, Царскосельского коменданта подполковника Мацнева и некоторых чинов штаба прибыл в Александровский Царско-Сельский дворец и прочёл бывшей государыне Александре Феодоровне, которая приняла его в присутствии графа Бенкендорфа и графа Апраксина, постановление Временного Правительства об её аресте»
Арест Николая II был произведён Л.Г. Корниловым в один день с арестом царицы и всей царской семьи. Инструкция, устанавливавшая режим содержания в Царском Селе, была разработана (по поручению Временного Правительства) лично Керенским и была им передана коменданту дворца Коровиченко.
Свергнутый император находился в Царском Селе вплоть до июля 1917 года, после чего был переправлен в Тобольск. Изучение его дневников показывает, что царь интересовался текущими политическими событиями, в частности, поддержав июньское наступление, восстановление смертной казни и назначение Керенского министром-председателем Временного правительства, однако в целом был больше поглощён семейными делами.
Во время пребывания Николая под арестом в Царском Селе происходит ряд мелких эксцессов. Так, один из дежурных офицеров Ярынич отказался подать царю руку, заявив: «я — из народа. Когда народ протягивал Вам руку, Вы не приняли её. Теперь я не подам Вам руки». 3 июня солдаты отобрали игрушечную винтовку наследника, а 10 июня обвинили царскую семью в том, что они якобы «производят сигнализацию красною лампою».
Отношение революционных масс к отрекшёмуся императору было достаточно негативным, поэтому для него была сформирована охрана, командовал которой полковник Е. С. Кобылинский. Под его началом было 330 военнослужащих и 6 офицеров.

## Перемещение царя в Тобольск
1 (14) августа 1917 года в 610 Николай выезжает из Царского Села в Тобольск в поезде под флагом Японской миссии Красного Креста, фактически тайно. Перед отъездом царя посещает Керенский, который на короткое время привозит великого князя Михаила Александровича. Братья видятся в последний раз. Романовым разрешено взять необходимую мебель и личные вещи, оставшейся свите предоставлено добровольно решать, следовать ли с царём в Тобольск.